# John Brantley
Pour les articles homonymes, voir Brantley.
John Brantley IV (né le 3 mars 1989 à Ocala) est un joueur américain de football américain universitaire. 

## Lycée
Brantley fait ses études à la Trinity Catholic High School d'Ocala. En 2004, ses passes parcourent 1201 yards et envoie dix-sept passes pour touchdown et une seule interception. Il n'est que remplaçant mais grappille quelques minutes sur le quarterback titulaire Seth Varnadore. La saison suivante, l'équipe du lycée remporte le titre de champion de la division Class 2B du championnat de Floride dans une saison où Brantley envoie quarante-et-une passe pour touchdown et se fait intercepter cinq ballons. Il finit sa carrière lycéenne en battant le record de Tim Tebow du plus grand nombre de passes pour touchdown dans la carrière d'un joueur pour le championnat floridien avec quatre-vingt-dix-neuf. Il est invité à disputer le U.S. Army All-American Bowl.
Il est plus tard nommé joueur national de l'année au niveau lycéen 2006 et le site de recrutement Scout.com le classe comme un joueur quatre-étoiles (sur cinq).

## Carrière

### Universitaire

#### Recrutement
Brantley est d'abord intéressé par l'université du Texas où joue les Longhorns du Texas. Il visite les installations et confie qu'il est impressionné par l'université. D'autres universités comme l'université de l'Alabama, Louisville, Oklahoma et Floride sont aussi sur la liste de Brantley.
En décembre 2006, le site Rivals.com (site traitant l'actualité du football universitaire) sort un article qui dit que Brantley se serait résigné à entrer à l'université du Texas et qu'il voudrait suivre les traces de son père et de son oncle à l'université de Floride. Il est officiellement accepté par l'université en 2007.

#### Remplaçant
En 2007, Brantley est redshirt et ne joue aucun match de la saison. En 2008, il est remplaçant avec Cameron Newton du quarterback Tim Tebow. Il fait ses débuts en NCAA lors du match d'ouverture contre l'université d'Hawaï. Il entre au cours de neuf autres matchs et fait dix-huit passes réussis pour vingt-huit tentées pour 235 yards ainsi que trois passes pour touchdown et une intercepté.
Le 26 septembre 2009, le quarterback Tebow est victime d'une commotion contre l'université du Kentucky. Brantley fait son premier match comme titulaire la semaine suivante contre les Tigers de LSU à Baton Rouge, un match qualifié de bon pour le jeune joueur. Tebow reprend sa place. La saison 2009 le voit réussir trente-huit passes sur quarante-huit pour 410 yards ainsi que sept passes pour touchdown et aucune interception.

#### Titulaire

##### 2010
Brantley est nommé quarterback titulaire lors de la saison 2010 notamment grâce à de belles performances lors des matchs de préparation. Le 9 septembre 2010, la saison reprend contre Miami où Brantley fait un bon match. Les Gators remportent le premier match de la saison; en quatre matchs, les Gators remportent les quatre contre l'université de Floride du Sud, du Tennessee et du Kentucky. Brantley aura envoyé en quatre matchs six passes pour touchdown et une seule interception. La saison est bien partie. Mais les Gators chutent brusquement. Lors du cinquième match de la saison, ils perdent en Alabama contre les Crimson Tide 31-6. Brantley est passé à côté de son match avec deux interceptions. La semaine suivante contre les Tigers de LSU, la Floride s'incline dans un match serré 33-29. Les Gators perdent leur troisième match consécutive le 16 octobre contre l'université d'État du Mississippi 10-7. Lors de ses trois matchs, Brantley n'a envoyé aucune passe pour touchdown.
Le rebond intervient contre l'université de Géorgie le 30 octobre où la Floride l'emporte 34-31 après prolongation dans un match où Brantley n'a toujours pas marqué de touchdown sur passe malgré ses performances acceptables. La semaine suivante, les Gators écrase l'université de Vanderbilt 55-14 et Brantley envoie deux passes pour touchdown. La semaine suivante, la Floride s'incline contre les Gamecocks de la Caroline du Sud 36-14 où la aussi Brantley rate son match. La dernière victoire du championnat est contre l'université d'État d'Appalachian 48-10 où Brantley réussit sa meilleure moyenne de réussite dans un match de la saison avec 72,7 % de réussite malgré aucune passes pour touchdown et une interception. Le dernier match de la saison régulière voit une défaite de la Floride face à son voisin l'université d'État de Floride 31-7 dans un match où Brantley n'a pas beaucoup jouer.
Les Gators terminent leur saison 2010 avec un score de 7-5. Ils jouent le Outback Bowl contre l'université d'État de Pennsylvanie dans un match où Brantley joue peu à la passe, faisant son taux de réussite le plus bas de la saison (46,2 %). Néanmoins, la Floride s'impose sur un score de 37-24. Brantley totalise pour la saison 2010, 200 passes réussis sur 329 (60,8 % de réussite) pour 2061 yards, neuf passes pour touchdown et dix interceptées. Il s'est fait sacké à vingt-deux reprises.

##### 2011
Le championnat 2011 reprend le 3 septembre et les Gators remporte le premier match de la saison contre les Owls de Florida Atlantic 41-3. Il réussit vingt-et-une de ses trente passes, envoie un passe pour touchdown de quatorze yards pour Chris Rainey mais se fait intercepter deux passes.

### Professionnel
John Brantley n'est sélectionné par aucune équipe lors du draft de la NFL de 2012. Le 28 avril 2012, il signe avec les Ravens de Baltimore comme agent-libre non drafté. Il est libéré lors du camp d'entraînement le 1er août 2012. 

## Palmarès
- Joueur de l'année au niveau lycéen 2006
- Outback Bowl 2011